# Tuana Mahmoud
Tuana Mahmoud (Nordenham, 3 maart 2003) is een Duits-Turks voetbalspeelster. Ze speelt als aanvaller voor SV Werder Bremen in de Bundesliga.

## Clubcarrière
Tuana Mahmoud begon met voetballen bij TSV Abbehausen in haar geboorteplaats Nordenham. Later stapte ze over naar de jeugdopleiding van SV Werder Bremen. Van 2017 tot 2020 kwam Mahmoud als B-junior uit in de B-junioren Bundesliga. Hier speelde Mahmoud 40 wedstrijden waarin ze 14 doelpunten maakte. Daarnaast kwam Mahmoud, terwijl ze nog B-junior was, uit voor het tweede elftal van SV Werder Bremen in de Regionalliga Nord. In twee uitwedstrijden tegen SV Meppen II en Hamburger SV II maakte Mahmoud in beide wedstrijden een doelpunt.
In het seizoen 2020/21 werd Mahmoud gepromoveerd naar het eerste elftal van SV Werder Bremen. Op 2 oktober 2020 maakte Mahmoud haar debuut in de Bundesliga in een uitwedstrijd tegen TSG 1899 Hoffenheim door in de 73ste minuut in te vallen voor Jasmin Sehan. Met SV Werder Bremen komt Mahmoud sindsdien onafgebroken uit in de Bundesliga.

## Statistieken
| Seizoen | Club             | Competitie | Competitie | Competitie | Beker | Beker | Overig | Overig | Totaal | Totaal |
| Seizoen | Club             | Competitie | Wed.       | Dlp.       | Wed.  | Dlp.  | Wed.   | Dlp.   | Wed.   | Dlp.   |
| ------- | ---------------- | ---------- | ---------- | ---------- | ----- | ----- | ------ | ------ | ------ | ------ |
| 2020/21 | SV Werder Bremen | Bundesliga | 17         | 0          | 3     | 0     | 0      | 0      | 20     | 0      |
| 2021/22 | SV Werder Bremen | Bundesliga | 14         | 0          | 1     | 0     | 0      | 0      | 15     | 0      |
| 2022/23 | SV Werder Bremen | Bundesliga | 20         | 0          | 1     | 0     | 0      | 0      | 21     | 0      |
| 2023/24 | SV Werder Bremen | Bundesliga | 13         | 0          | 0     | 0     | 0      | 0      | 13     | 0      |
| Totaal  | Totaal           | Totaal     | 64         | 0          | 5     | 0     | 0      | 0      | 69     | 0      |

Bijgewerkt t/m 25 mei 2024.

## Interlandcarrière
Tuana Mahmoud maakte op 3 november 2017 haar debuut als jeugdinternational voor Duitsland onder 15. Met  Duitsland onder 16 kwam Mahmoud uit op de Nordic Cup in 2019 waarop ze wist te scoren tegen de leeftijdsgenoten van Engeland onder 16. Met Duitsland onder 20 nam ze deel aan het WK 2022 in Costa Rica waarin ze in alle groepswedstrijden in actie kwam.
1 Peng ·
3 Janzen ·
5 Ulbrich ·
6 Wichmann ·
8 Weiß ·
9 Weidauer ·
10 Mahmoud ·
11 Sternad ·
13 Walkling ·
14 Brandenburg ·
15 Sehan ·
16 Bernhardt ·
17 Dahl ·
18 Hausicke ·
19 Matheis ·
20 Meyer ·
21 Hahn ·
22 Dieckmann ·
23 Németh ·
27 Lührßen ·
28 Wirtz ·
29 Kunkel ·
31 Etzold ·
32 Pettersen ·
33 Pérez Jaramillo ·
37 Dahms ·
39 Behrens ·
Coach: Horsch